# Manuel Straboromanos
 (décembre 2020).
Manuel Straboromanos, est un haut fonctionnaire et écrivain Byzantin ayant vécu d'environ 1070 a environ 1118. Il est titulaire du titre de Protonobellissime et a occupé la fonction de Grandheteriarque entre 1108 et 1118.

## Biographie
Manuel Straboromanos est l’un des nombreux enfants du Mégashétériarque Romanos Straboromanos, un haut fonctionnaire byzantin. Il obtient le poste de haut fonctionnaire durant le règne d’Alexis Ier Comnène. Son enfance est marquée par la saisie de la fortune de son père et la révocation de son poste de haut fonctionnaire pour des raisons inconnues a ce jour, il vit donc une enfance relativement pauvre, il développe une passion pour les Belles Lettres qu'il identifie comme un moyen d'echapper a la pauvreté.
Selon ses propres écrits : il est père d'a minima 9 enfants et en a perdu certains en bas âge, sa descendance s'est principalement illustré dans l'administration impériale, son fils Nicéphore a apparemment repris son travail d'auteur, tandis qu'un autre de ses fils Romanos est Protoprèdre

## Œuvre
Son œuvre est principalement constituée de Logoi rassemblés en folios qui forment une sorte de cahier où sont retranscrits l’histoire des différents empereurs.
Il rédige notamment, des poèmes, des romans ainsi que plusieurs lettres a l'empereur et un éloge funèbre pour le "protostrator" Michel Doukas. Ses écrits ainsi que ceux de son fils Nicéphore dont assez peu nous sont parvenus sous la forme d'un manuscrit datés du XIVe siècle constituent une source utile sur la vie des haut fonctionnaire sous le règne d’Alexis Ier.

## Note et référence
1. ↑  George R. Monks, « The Administration of the Privy Purse », Speculum, vol. 32, no 4,‎ octobre 1957, p. 748–779 (ISSN 0038-7134 et 2040-8072, DOI 10.2307/2850295, lire en ligne, consulté le 8 décembre 2020)
2. ↑  Sophie Métivier, « 6. Le lignage aristocratique », dans Économie et société à Byzance (VIIIe – XIIe siècle), Éditions de la Sorbonne, 2007 (ISBN 978-2-85944-571-3, lire en ligne), p. 43–51
3. 1 2  Paul Gautier, « Le dossier d'un haut fonctionnaire byzantin d'Alexis Ier Comnène, Manuel Straboromanos », Revue des études byzantines, vol. 23, no 1,‎ 1965, p. 168–204 (DOI 10.3406/rebyz.1965.1347, lire en ligne, consulté le 8 décembre 2020)